# Markentransferstrategie
Markentransferstrategie ist ein Begriff aus dem Kommunikationsdesign, Marketing und Branding und beschreibt die Übertragung eines bestehenden Markennamens und der damit verbundenen Assoziationen auf ein anderes, neues Produkt.
Das neue Produkt profitiert dabei vom vorhandenen Image, während die Marke durch Erweiterung ihrer Produktpalette attraktiv bleibt.
Als Beispiel könnte man folgende Imageübertragungen anbringen:
- Die Qualität und Eleganz der Hugo Boss Mode (per Lizenz) auf Düfte und Pflegeserien unter dem Namen Boss.
- Die Freiheit und das Abenteuer der Camel Zigaretten auf die Adventure- und Freizeitbekleidung von Camel Mode.